# لويس ستوكر
لويس ستوكر (بالإنجليزية: Lewis Stoker)‏ (31 مارس 1910 في المملكة المتحدة - 1 مايو 1979 ببرمنغهام في المملكة المتحدة) هو لاعب كرة قدم بريطاني (وحمل سابقاً جنسية المملكة المتحدة لبريطانيا العظمى وأيرلندا) في مركز نصف الجناح. شارك مع منتخب إنجلترا لكرة القدم. أما مع النوادي، فقد لعب مع برمنغهام سيتي ونوتينغهام فورست.

## وصلات خارجية
- لويس ستوكر على موقع قاعدة بيانات كرة القدم.إي يو (الإنجليزية)
- لويس ستوكر على موقع ناشيونال فوتبول تيمز (الإنجليزية)